# Глоди
Глоди (серб. Глоди, босн. Glodi) — населённый пункт (деревня) в общине Зворник, который принадлежит энтитету Республике Сербской, Босния и Герцеговина. По результатам югославской переписи населения 1991 года в Глодях проживало 1258 человек.

## Население
В населении деревни преобладают мусульмане (боснийцы), также имеется незначительное сербское меньшинство.
| 1961                           | 1971 | 1981 | 1991 | - | - | - |
| ------------------------------ | ---- | ---- | ---- | - | - | - |
| 762                            | 1130 | 1319 | 1258 | - | - | - |
| Гистограмма динамики населения |      |      |      |   |   |   |

### Национальный состав населения
На 1971 год:
- сербы — 41 человек;
- хорваты — 1 человек;
- мусульмане — 1081 человек;
- югославы — 0 человек;
- другие и неизвестно — 7 человек.

На 1981 год:
- сербы — 32 человека;
- хорваты — 0 человек;
- мусульмане — 1213 человек;
- югославы — 1 человек;
- другие и неизвестно — 73 человека.

На 1991 год:
- сербы — 46 человек;
- хорваты — 0 человек;
- мусульмане — 1175 человек;
- югославы — 4 человека;
- другие и неизвестно — 33 человека.